# Чадца (район)
Район Чадца (словац. Okres Čadca) — район Словакии. Находится в Жилинском крае.

## Население
| Год:                | 1994   | 2004    | 2014    | 2024    |
| ------------------- | ------ | ------- | ------- | ------- |
| Количество человек: | 91 569 | 92 944  | 91 124  | 86 666  |
| Разница:            |        | +1,50 % | −1,95 % | −4,89 % |

### Статистические данные (2001)
Национальный состав:
- Словаки — 97,6 %
- Чехи — 0,8 %

Конфессиональный состав:
- Католики — 95,2 %